# Chuy García

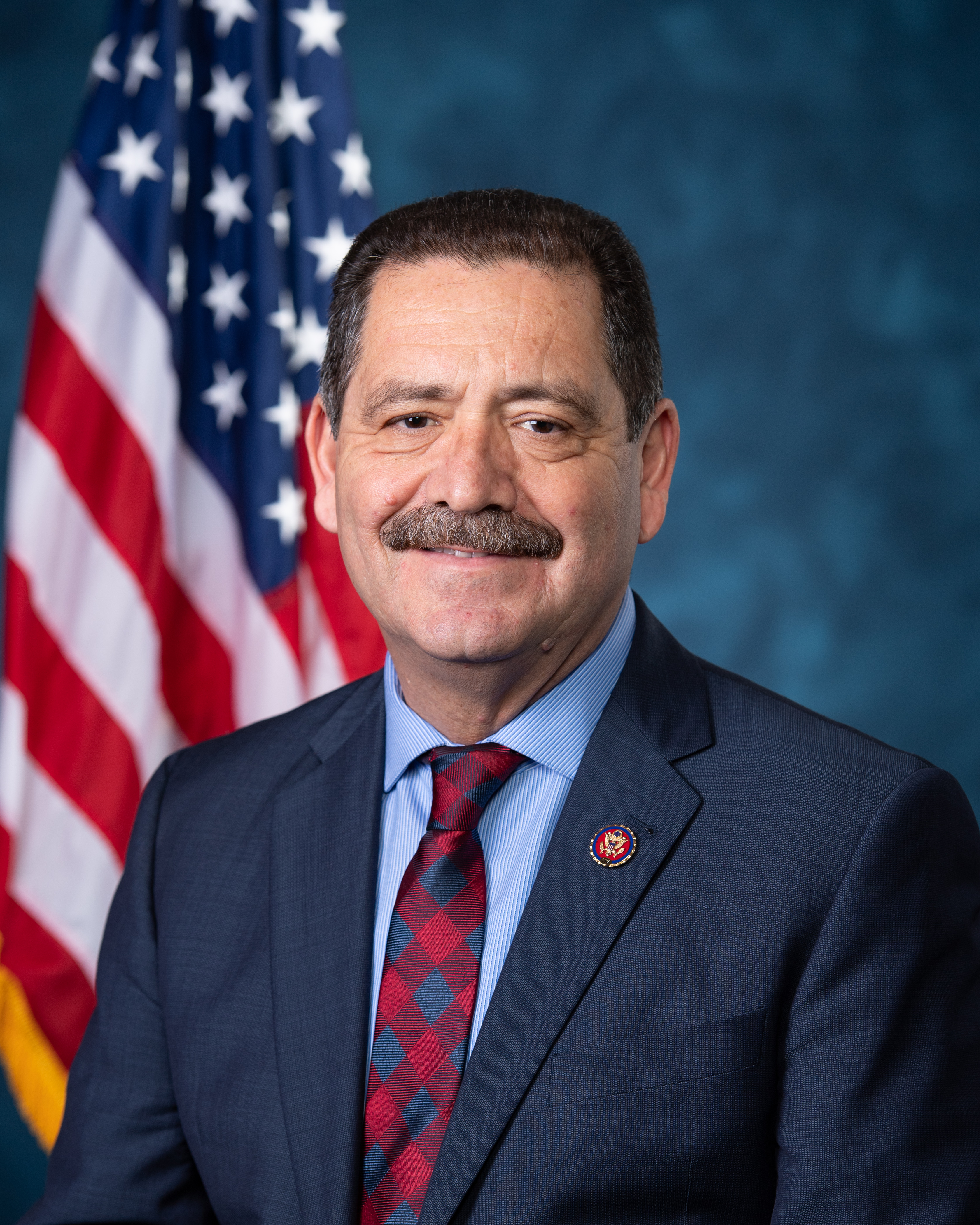
Jesús García (2019)

Jesús G. „Chuy“ García (* 12. April 1956 im Bundesstaat Durango, Mexiko) ist ein mexikanisch-US-amerikanischer Politiker der Demokratischen Partei. Seit Januar 2019 vertritt er den vierten Distrikt des Bundesstaats Illinois im Repräsentantenhaus der Vereinigten Staaten.

## Leben
García wurde im Bundesstaat Durango in Mexiko geboren. Sein Vater war Landarbeiter im Bracero-Programm der US-Regierung aus dem Zweiten Weltkrieg. 1965 zog die Familie mit dem Status eines ständigen Wohnsitzes in die Vereinigten Staaten; nach South Lawndale in der Nähe von Chicago. García besuchte die St. Rita of Cascia High School, die er 1974 abschloss.
Er arbeitete von 1977 bis 1980 für die Legal Assistance Foundation, bis er den Bachelor in Politikwissenschaft an der University of Illinois at Chicago erlangte. Danach war er bis 1984 stellvertretender Direktor des Little Village Neighborhood Housing Service. Ab 2002 absolvierte er ein Masterstudium in Stadtplanung und Policy.
Jesús García ist seit 1980 mit Evelyn García verheiratet. Das Ehepaar hat drei Kinder.

## Politische Karriere
1983 war García Manager für den Organizer Rudy Lozano, der den langjährigen Abgeordneten Frank Stemberk herausforderte und im gleichen Jahr ermordet wurde. 1984 kandidierte er mit Unterstützung des Bürgermeisters Harold Washington gegen Stemberg für das Komitee der demokratischen Partei im Cook County. Er setzte sich mit 40,62 Prozent der Stimmen gegen Stemberks 39,77 Prozent knapp durch und konnte in der Folge seine Bekanntheit ausbauen. Von 1984 bis 1986 war er stellvertretender Kommissar der Wasserabteilung.
1986 wurde eine Sonderwahl für Chicago angeordnet, da die Zusammensetzung des Stadtrats die Bevölkerung der Stadt nicht widerspiegelte: Bei je 40 Prozent schwarzer und weißer Bevölkerung sowie 15 Prozent Hispanics gab es im Stadtrat 33 Weiße, 16 Schwarze und einen Hispanic. Da Stemberk nicht antrat, kandidierte Garcia und gewann die Wahl mit 54,58 Prozent der Stimmen.
1992 kandidierte García für die Wahl in den Senat von Illinois im ersten Bezirk und gewann die Nominierung der demokratischen Partei vor Donald C. Smith und Gilbert G. Jimenezs. Mit 81,74 Prozent der Stimmen gewann er die Wahl gegen den republikanischen Kandidaten Esequiel Iracheta. García war damit der erste mexikanische Amerikaner im Senat von Illinois.
1996 wurde García innerhalb der demokratischen Partei von Juan Soliz herausgefordert und gewann die Vorwahl. 1998 verlor García die Vorwahl gegen Antonio Muñoz.
1999 verließ er die Politik und gründete die Little Village Community Development Corporation (heute als Enlace bekannt). Am Muttertag 2001 forderten García und andere Mitglieder der Gruppe den Bau eines Gymnasiums, das der Gemeinde versprochen wurde, aber nicht finanziert wurde. 14 Eltern und Großeltern organisierten einen Hungerstreik. Während Paul Vallas, der Chief Executive Officer von Chicago Public Schools, sich zunächst weigerte, mit den Hungerstreikenden zu sprechen, traf er sich gegen Ende der ersten Woche mit ihnen. Der Hungerstreik dauerte 19 Tage und erhöhte den Druck das Projekt zu finanzieren. Im August 2001 stellte der neue Chief Executive Officer, Arne Duncan, Mittel zur für den Bau der Schule zur Verfügung.
2010 gewann García die Wahl in den siebten Distrikt des Board of Commissioners von Cook County in der Vorwahl gegen Joseph Mario Moreno und in der Wahl gegen Paloma M. Andrade (Green Party). García wurde von der Präsidentin Toni Preckwinkle zum Fraktionsführer ernannt.
Bei der Stichwahl zum Bürgermeister von Chicago 2015 wurde García mit 44 Prozent der Stimmen Zweiter hinter Rahm Emanuel.
García war ein Verbündeter des ehemaligen Bürgermeisters von Chicago, Harold Washington, und unterstützte Bernie Sanders bei der Präsidentschaftswahl in den Vereinigten Staaten 2016. Früher ein Unterstützer von Toni Preckwinkle, unterstützte er bei der Chicago-Bürgermeisterwahl 2019 Lori Lightfoot.
Am 27. November 2017 kündigte Luis Gutiérrez an, nicht mehr für den vierten Sitzes des Bundesstaates Illinois zu kandidieren, den er seit 1993 innehatte. Am nächsten Tag signalisierte Garíca sein Interesse für den Posten, unterstützt von Gutiérrez und Bernie Sanders. Am 6. November 2018 gewann er die Wahl gegen den Finanzberater Mark Wayne Lorch und wurde am 3. Januar 2019 vereidigt.
Bei der Kongresswahl 2020 hatte er bei der Primary (Vorwahl) seiner Partei keinen Gegenkandidaten und gewann die Hauptwahl gegen den Republikaner Jesus Solorio mit 84,1 %. Die nächsten Vorwahl der Demokratischen Partei für die Wahlen 2022 gewann er wieder ohne Gegenkandidaten. Dadurch trat er am 8. November 2022 gegen James Falakos von der Republikanischen Partei, Ed Hershey von der Working Class Party, sowie die als Unabhängige antretende Demokratin Alicia Elena Martinez an. Er entschied diese Wahl mit 67,8 % der Stimmen für sich.
Wenige Tage nach seiner Wiederwahl in den 117. Kongress kündigte er im November 2022 an im folgenden Jahr erneut für das Amt des Bürgermeisters von Chicago zu kandidierte. Er könne die Amtsinhaberin Lori Lightfood nicht mehr unterstützen. Garcia erhielt in der ersten Runde 13,7 % der Stimmen und qualifizierte sich damit als Viertplatzierter nicht für die entscheidende Stichwahl.
Bei der Vorwahl zur Kongresswahl 2024 setzte Garcia sich mit 69,6 % gegen Raymond Lopez durch. Für die Hauptwahl hatten die Republikaner keinen Gegenkandidaten aufgestellt. Jesús Garcia ist dadurch bis zum 3. Januar 2027 im Repräsentantenhaus des 119. Kongresses vertreten.

### Ausschüsse
García ist aktuell Mitglied in folgenden Ausschüssen des Repräsentantenhauses:
- Committee on Transportation and Infrastructure
  - Aviation
  - Highways and Transit
  - Railroads, Pipelines, and Hazardous Materials

Garcis war zuvor auch Mitglied im Committee on Financial Services sowie im Committee on Natural Resources.